# Полігідроксиалканоати
Полігідроксиалканоати (Polyhydroxyalkanoates, PHA) — лінійні поліестери, що виробляються в природі бактеріями у процесі анаеробного дихання з цукрів або ліпідів. Більш ніж 100 різний мономерів можуть комбінуватися в межах цього сімейства, виробляючи матеріали з надзвичайно різними властивостями.
Вони можуть бути або термопластичними, або еластомерними матеріалами, з темперамурою плавлення від 40 до 180 °C. Найзагальніший вид PHA — PHB (полі-бета-гідроксібутірат). PHB має властивості, подібні до властивостей поліпропілену (PP), проте він більш крихкий і ломкий.